# Цианид свинца(II)
Цианид свинца(II) — неорганическое соединение, соль металла свинца и синильной кислоты с формулой Pb(CN)2, светло-жёлтые кристаллы, слабо растворяется в воде. Как и все цианиды, очень ядовит.

## Получение
- Действие цианистого калия на раствор соли свинца(II)[2]:

{\displaystyle {\mathsf {Pb(NO_{3})_{2}+2KCN\ {\xrightarrow {}}\ Pb(CN)_{2}\downarrow +2KNO_{3}}}}

## Физические свойства
Цианид свинца(II) образует светло-жёлтые кристаллы.
Слабо растворяется в холодной воде, растворяется в горячей.

## Химические свойства
- Растворяется в избытке цианидов:

{\displaystyle {\mathsf {2KCN+Pb(CN)_{2}\rightarrow K_{2}[Pb(CN)_{4}]}}}

## Применение
- Компонент электролитов в гальванопластике.
- Инсектицид[5].

## Токсичность
Как и многие другие соединения свинца и цианиды, цианид свинца(II) является сильнейшим неорганическим ядом для живых организмов.